# غسيل كلوي

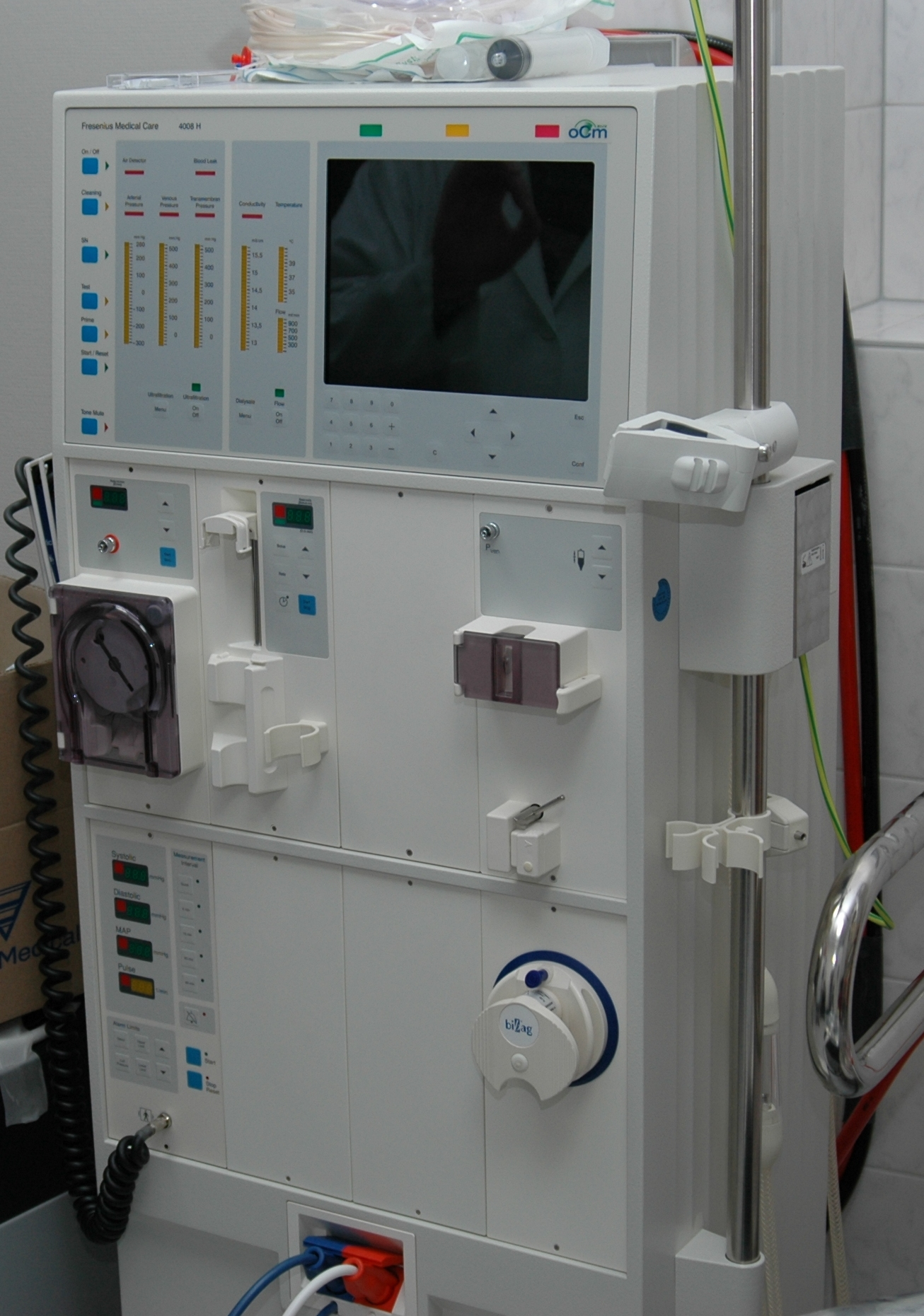
آلة الديالسس أو تنقية الدم

الدِّيَال أو غسل الكلية أو الدَّيْلَزَة أو المَيْز الغشائي (بالإنجليزية: dialysis)‏ هي تقنية تهدف إلى إزالة الفضلات والمواد السامة من الجسم وتعويض فقدان عمل الكلى. تعرف لدى العامة باسم غسيل الكلى. عادة، يخضع مرضى المرحلة النهائية من الفشل الكلوي (داءٌ كُلْوِيٌّ بالمَرْحَلَةِ النِّهَائِيَّة) أو مرضى القصور الكلوي الحاد إلى معالجته بالديال من حين لآخر، إما بإدخال المريض إلى المستشفى أو عبر زيارة وحدات غسيل الكلى في العيادات الخارجية. تُغسيل الكلى تحت إشراف أطباء وممرضين مختصين، قد يخضع المريض - في حالات نادرة - إلى ديال في المنزل وذلك عند تعثر نقله إلى المستشفى.

## الاستخدام الطبي

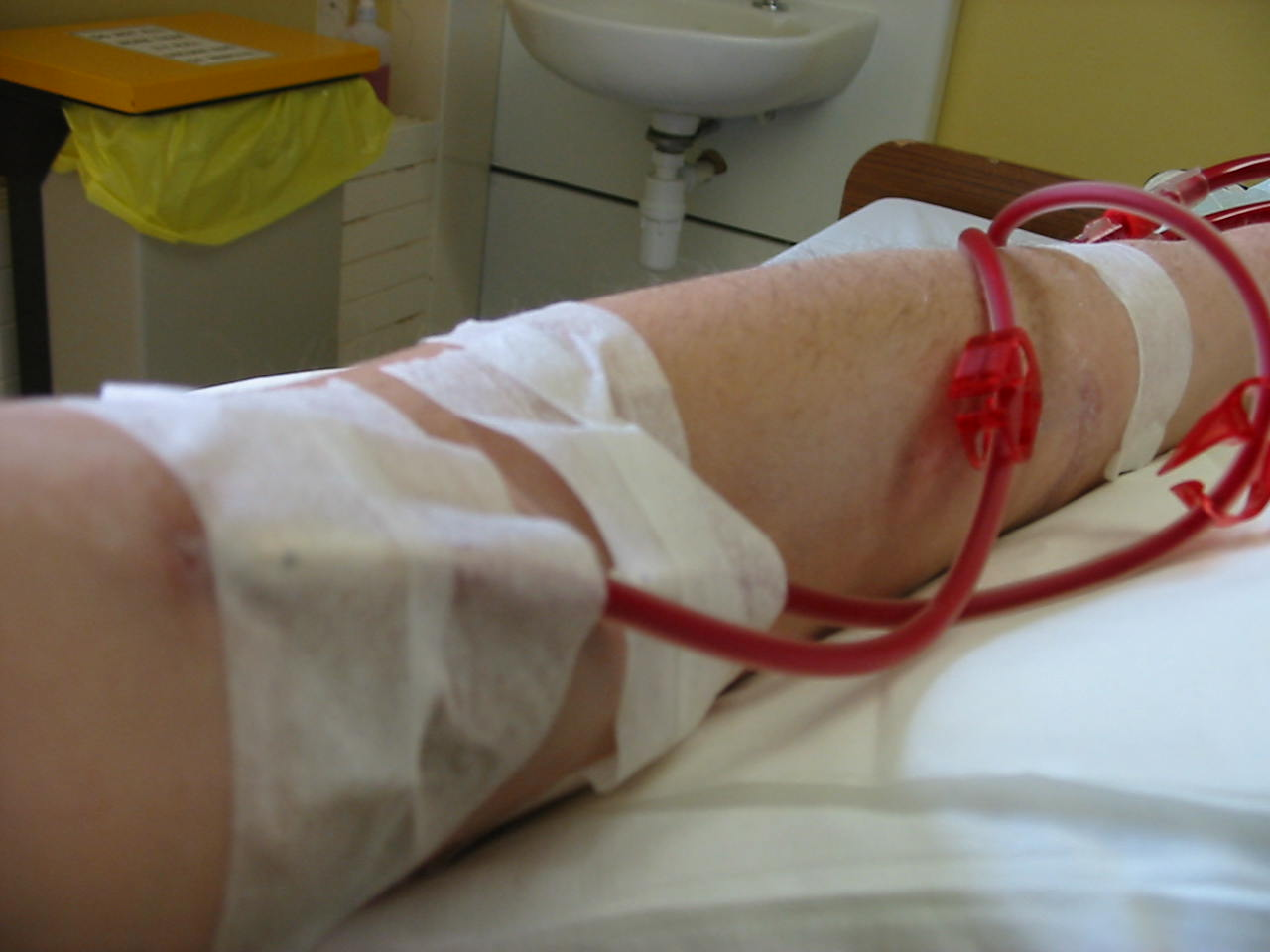

يُعد الغسيل الكلوي هو الخيار العلاجي البديل لمرض الفشل الكلوي، وللكثير من مرضى الكلى كعلاج وقائي. ويُعد طريقة سريعة وفعالة في تخليص الجسم من مخلفات الأيض.
يقرر أخصائي أمراض الكلى متى تكون هناك حاجة إلى غسيل الكلى والمعايير المختلفة لعلاج غسيل الكلى وتشمل عدد مرات الغسل في الأسبوع، والمدة، ومعدلات تدفق الدم، بالإضافة إلى حجم آلة غسيل الكلى المستخدمة. يُعدل تكوين محلول غسيل الكلى في بعض الأحيان من حيث مستويات الصوديوم والبوتاسيوم والبيكربونات. بشكل عام، كلما زاد حجم جسم الفرد، زاد عدد مرات الغسل التي سيحتاجها. في أمريكا الشمالية والمملكة المتحدة، قد تصل مدة الغسل الى 3-4 ساعات في المرضى الأكبر حجمًا . وتُجرى 3 مرات في الأسبوع. تقتصر جلسات الغسل مرتين في الأسبوع في المرضى الذين مازالت الكلية لديهم قادرة على القيام ببعض وظائفها. غالبًا ما يتم تقرير أربع جلسات في الأسبوع للمرضى الأكبر حجمًا، وكذلك المرضى الذين يعانون من زيادة السوائل.
هناك اهتمام متزايد بالغسل الكلوي المنزلي والذي يتراوح بين 1.5 إلى 4 ساعات بمعدل 5-7 مرات في الأسبوع. هناك أيضًا اهتمام بالغسيل الكلوي الليلي، والذي يتضمن غسيل الكلى للمريض عادة في المنزل لمدة 8-10 ساعات في الليلة بمعدل 3-6 ليالٍ في الأسبوع. يُقدم غسيل الكلى الليلي في المركز بمعدل 3-4 مرات في الأسبوع.

## أنوع الغسيل الكلوي
هناك ثلاثة أنواع من غسيل الكلى: غسيل الكلى التقليدي ، وغسيل الكلى اليومي ، وغسيل الكلى الليلي.

### غسيل الكلى التقليدي
يتم إجراء غسيل الكلى التقليدي عادة ثلاث مرات في الأسبوع ، لمدة ثلاث إلى أربع ساعات لكل مرة (في بعض الأحيان خمس ساعات للمرضى الأكبر حجمًا) ، يتم خلالها سحب دم المريض من خلال أنبوب بمعدل 200-400 مل / دقيقة. الأنبوب متصل بإبرة قياس 15 أو 16 أو 17 يتم إدخالها في ناسور غسيل الكلى ، أو متصل بمنفذ واحد من قسطرة غسيل الكلى. ثم يتم ضخ الدم خلال جهاز غسيل الكلى ، ثم يتم اعادة الدم المعالج مرة أخرى إلى مجرى دم المريض من خلال أنبوب آخر (متصل بإبرة أو منفذ آخر). أثناء الإجراء ، تتم مراقبة ضغط دم المريض عن كثب ، وإذا أصبح منخفضًا ، أو ظهرت على المريض تحسبًا لأي علامات أخرى لانخفاض حجم الدم مثل الغثيان ، يمكن لمقدم الرعاية الصحية إعطاء المزيد من السوائل لرفع حجم الدم . يدور دم المريض بالكامل عبر آلة الغسيل الكلوي كل 15 دقيقة.

### غسيل الكلى اليومي
يستخدم غسيل الكلى اليومي عادة من قبل المرضى الذين يقومون بغسيل الكلى في المنزل. يعتبر طريقة أقل إرهاقًا (أكثر لطفًا) ولكنه يتطلب عدد مرات غسيل أكثر. عادة ما يتم إجراء غسيل الكلى اليومي بمعدل ساعتين في اليوم لمدة ستة أيام في الأسبوع.

### غسيل الكلى الليلي
يشبه غسيل الكلى التقليدي إلا أنه يتم إجراؤه من ثلاث إلى ست ليالٍ في الأسبوع بمعدل ست إلى عشر ساعات لكل جلسة أثناء نوم المريض.

## المبدأ العلمي للديلزة

غشاء شبه نفاذ

يتضمن الغسيل الكلوي انتشار المواد المذابة في الدم عبر غشاء نصف نافذ. يستخدم غسيل الكلى تدفق التيار المعاكس ، حيث تتدفق الديالة في الاتجاه المعاكس لتدفق الدم في الدائرة خارج الجسم . يحافظ تدفق التيار المعاكس على تدرج التركيز عبر الغشاء ويزيد من كفاءة غسيل الكلى. في الجريان المعاكس يتم خلق أعلى فرق تركيز ممكن؛ بحيث تسهل نفاذية الأيونات والفضلات بسرعة خارج الدم. يساهم الجريان المعاكس في إخراج الماء الزائد من الجسم عبر استعمال فرق الضغط المائي بين الدم وجهاز الديلزة وذلك عبر تخفيض الضغط الذي تجري المادة المديلزة به. تتم إزالة السوائل عن طريق تغيير الضغط الهيدروستاتيكي لحجرة الديالة ، مما يتسبب في تحرك الماء وبعض المواد المذابة عبر الغشاء على طول تدرج الضغط.
يكون محلول غسيل الكلى المستخدم عبارة عن محلول معقم من الأيونات المعدنية تسمى الديالة التي تتكون من سائل معقم بداخله عدة أيونات مذابة.تحوي الديالة على تراكيزات صوديوم وكلور تشبه التراكيزات الموجودة في الدم لمنع فقدانها، بينما يكون تركيز بيكربونات الصوديوم في الديالة أعلى منها في الدم وذلك لتصحيح حموضة الدم الناتجة عن الفضلات التي يحتويها، تنتقل الأمونيا ،البوتاسيوم ،الفوسفات من الدم إلى الديالة عبر الانتشار. أحياناً تتم إضافة تراكيز قليلة من الغلوكوز إلى الديالة.
يتم ضبط تركيز الإلكتروليتات في الغسيل حسب حالة المريض قبل غسيل الكلى ، إذا تمت إضافة تركيز عالٍ من الصوديوم إلى السائل ، يمكن أن يشعر المريض بالعطش وينتهي به الأمر إلى تراكم سوائل الجسم ، مما قد يُضر بالقلب. على النقيض من ذلك تؤدي التركيزات المنخفضة من الصوديوم في محلول الديالة الى انخفاض في ضغط الدم. ومع ذلك ، لم يتم إثبات فوائد استخدام تركيز منخفض من الصوديوم حتى الآن ، حيث يمكن لهؤلاء المرضى أيضًا أن يصابوا بتشنجات وانخفاض ضغط الدم وانخفاض الصوديوم في المصل ، وهي أعراض قد ترفع من خطر الوفاة.

## آلة الغسيل الكلوي

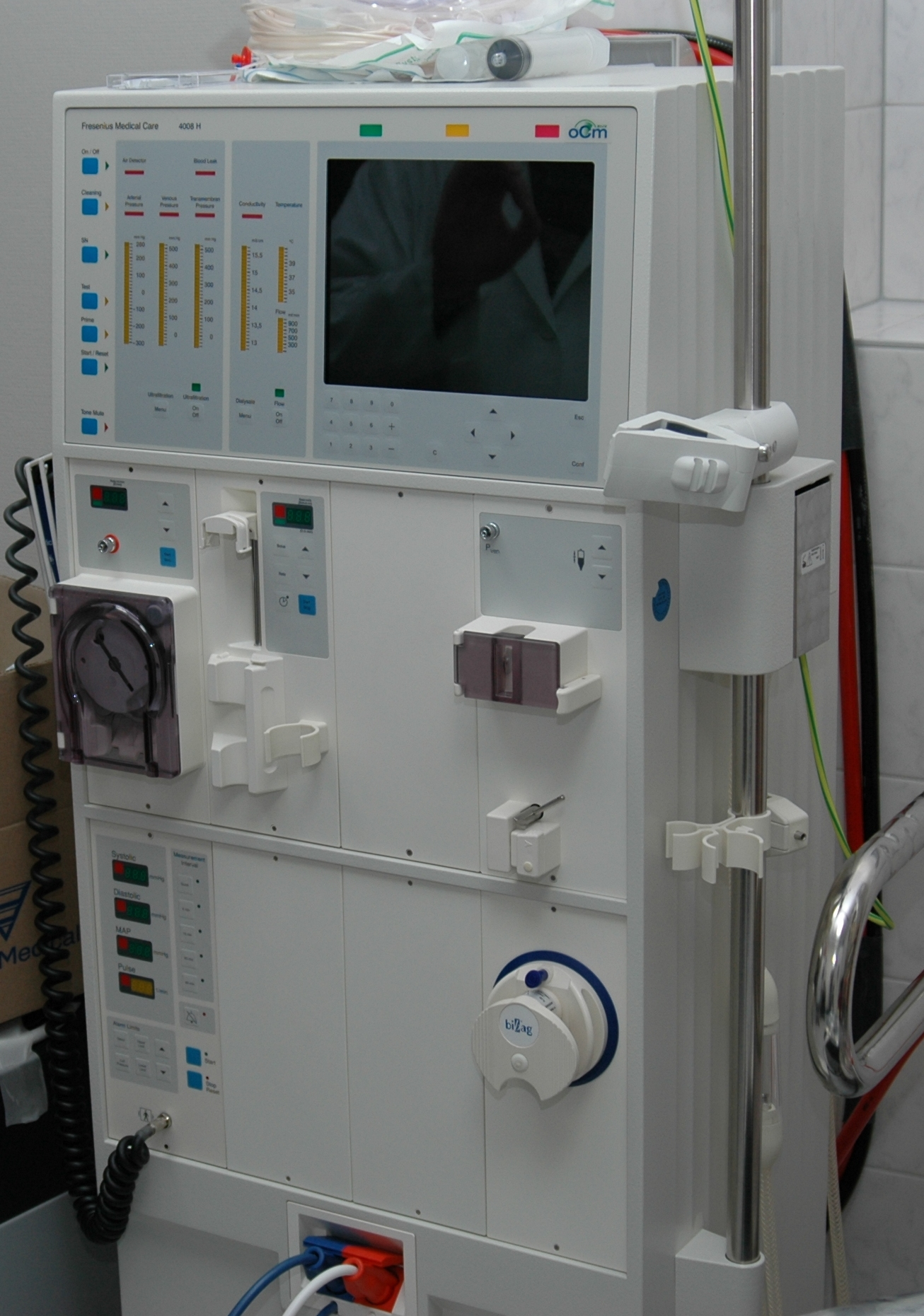
آلة غسيل كلوي

جهاز غسيل الكلى هو آلة تقوم بتصفية الدم. جميع أجهزة غسيل الكلى المستخدمة اليوم تقريبًا تتكون من مجموعة متنوعة من الألياف المجوفة. يتم تثبيت حزمة أسطوانية من الألياف المجوفة تتكون جدرانها من غشاء شبه منفذ ، عند كل طرف. يتم وضع هذا التجميع في غلاف أسطواني بلاستيكي شفاف بأربع فتحات. يتصل بفتحة واحدة أو منفذ دم في كل طرف من طرفي الأسطوانة مع كل طرف من طرفي حزمة الألياف المجوفة. هذا يشكل "حجرة الدم" في المرشح. يتم قطع منفذين آخرين في جانب الاسطوانة. تتواصل هذه مع المساحة المحيطة بالألياف المجوفة ، "حجرة الديالة". يُضخ الدم عبر منافذ الدم من خلال هذه الحزمة الشعرية الرقيقة، ويتم ضخ السائل في الفراغ المحيط بالألياف. يتم تطبيق تدرجات الضغط عند الضرورة لنقل السوائل من الدم إلى حجرة الديالة.

## طرق الغسيل الكلوي

### ديال دموي
الديال الدموي هو إحدى طرق الديال أو غسل الدم التي تعمل من خلال ضخ الدم إلى خارج الجسم وتمريره جهاز يقوم بتنقيته من الفضلات والشوارد الزائدة ويعيد ضبط حموضة الدم؛ ومن ثم يعاد الدم إلى الجسم، كما ويتم عبر الديال الدموي التخلص من حجم السوائل الزائدة في الجسم.
لعمل الديال الدموي؛ يتم استحداث توصيلة شريانية وريدية (تعرف طبياً بإسم ناسور كيمينو) وهو عبارة عن توصيلة غير طبيعية بين شريان ووريد، يقوم هذا الناسور بدور مأخذ للدم إلى خارج الجسم ويتم توصيله إلى جهاز الديلزة؛ كما يشكل نقطة إرجاع الدم «المغسول» إلى الوريد.

### ديال صفاقي
وفيه يتم ضخ سائل الديالة إلى داخل التجويف البطني حيث يوجد غشاء الصفاق الغني بالأوعية الدموية الصغيرة. يتم تبادل الشوارد بين السائل المدخل والأوعية الدموية ويتم بعد ذلك نزح السائل الموجود في التجويف البطني.
تترك الديالة لفترة من الوقت لامتصاص المنتجات وليتمّ تصريفها. تتكرر هذه الدورة 4-5 مرات خلال اليوم (أحياناً خلال الليل مع نظام آلي). إن الديال الصفاقي هو أقل فعالية من الديال الدموي ولكن بما أنه يتم لفترة أطول فتصبح النتيجة مماثلة. يتم ديال الصفاقي في المنزل.

### ترشيح الدم
ترشيح الدم أو فلترة الدم هي عملية تشبه الديال الدموي في مبدئها إلا أنها تختلف في أنه لا يستخدم فيها سائل الديالة؛ بل تعتمد على مبدأ ترشيح السوائل الزائدة من الدم عبر إحداث فرق ضغط، وتحمل السوائل الزائدة الراشحة من الدم معها الفضلات والمواد المراد التخلص منها.

## دواعي استعمال الديال
تحديد دواعي الاستعمال (استطبابات) تقنية الديال على مرضى الفشل الكلوي مرتبط بعدة عوامل، يمكن تقسيم دواعي استعمال الديال إلى:

### دواعي استعمال حادة
1. الإصابة الكلوية الحادة التي تؤدي إلى اضمحلال في كمية البول المنتج والتي لا تستجيب إلى زيادة استهلاك السوائل.
2. فرط بوتاسيوم الدم
3. فرط سوائل الجسم الذي لا يستجيب للعلاج بمدرات البول، عادة ما يسبب فرط السوائل حدوث وذمة الرئة أو الاستسقاء الرئوي.
4. الالتهابات المصلية الناتجة عن زيادة اليوريا في الدم (يوريمي المنشأ) مثل التهاب التامور
5. اعْتِلاَلٌ دِماغِيٌّ يوريمِيّ.

### دواعي استعمال مزمنة
1. أعراض الفشل الكلوي
2. انخفاض معدل الترشيح الكبيبي GFR. عند مرضى السكري، يبدأ غسيل الكلى في وقت سابق.
3. صعوبة في السيطرة طبيًا على زيادة السوائل، البوتاسيوم و/أو الفوسفور عندما يكون معدل الترشيح الكبيبي منخفض جدا.

## المضاعفات

### تحولات السوائل
غالبًا ما ينطوي غسيل الكلى على إزالة السوائل من الجسم ولأن معظم المرضى الذين يعانون من الفشل الكلوي يتبولون قليلًا أو لا يتبولون على الإطلاق. تشمل الآثار الجانبية الناتجة عن إزالة الكثير من السوائل أو إزالة السوائل بسرعة كبيرة من الجسم -انخفاض ضغط الدم والتعب وآلام الصدر وتشنجات الساق والغثيان والصداع. يمكن أن تحدث هذه الأعراض أثناء العلاج ويمكن أن تستمر بعد العلاج ؛ يشار إليها أحيانًا باسم مخلفات غسيل الكلى. عادة ما تتناسب شدة هذه الأعراض مع كمية وسرعة إزالة السوائل. ومع ذلك ، فإن تأثير معدل إزالة السوائل يمكن أن يختلف اختلافًا كبيرًا من شخص لآخر ومن يوم لآخر. يمكن تجنب هذه الآثار الجانبية أو تقليل شدتها عن طريق الحد من تعاطي السوائل بين العلاجات أو زيادة جرعة غسيل الكلى ، مثل غسيل الكلى في كثير من الأحيان أو لفترة أطول لكل علاج أكثر من المعتاد ثلاث مرات في الأسبوع ، 3-4 ساعات لكل مرة.

### العدوى
نظرًا لكون غسيل الكلى يتطلب الوصول إلى الأوعية الدموية ، فقد يعرض ذلك المريض لعدوى بكتيريا ، مما قد يؤدي إلى تجرثم الدم ، أو العدوى التي تصيب صمامات القلب والتهاب الشغاف أو العدوى التي تصيب العظام .

### مضاعفات مضادات التخثر
الهيبارين غير المجزأ (UHF) هو أكثر مضادات التخثر استخدامًا في غسيل الكلى ويمكن عكسه بسرعة باستخدام كبريتات البروتامين . ومع ذلك ، فإن الهيبارين منخفض الوزن الجزيئي (LMWH) أصبح شائعًا بشكل متزايد وأصبح الآن هو الأكثر استخدامًا في أوروبا الغربية. بالمقارنة مع الهيبارين غير المجزأ UHF ، يتمتع الهيبارين منخفض الوزن الجزيئي LMWH بسهولة التحكم به وتقليل النزيف ولكن لا يمكن عكس تأثيره بسهولة. نادرًا ما يتسبب الهيبارين في انخفاض عدد الصفائح الدموية بسبب تفاعل يسمى قلة الصفيحات الناجم عن الهيبارين (HIT). في مثل هؤلاء المرضى ، يمكن استخدام مضادات التخثر البديلة. خطر حدوث قلة الصفائح الناجم عن الهيبارين (TIH) يكون أقل حدوثًا مع الهيبارين منخفض الوزن الجزيئي LMWH مقارنة بالهيبارين غير المجزأ UHF. على الرغم من أن HIT يتسبب في انخفاض عدد الصفائح الدموية ، إلا أنه من المفارقات العجيبة أنه يجعل الدم عرضة للتجلط. بالنسبة للمرضى المعرضين لخطر النزيف نتيجة استخدام الهيبارين، يمكن إجراء غسيل الكلى لهم دون مضادات التخثر.

### متلازمة الاستخدام الأول
متلازمة الاستخدام الأول هي رد فعل تأقي نادر ولكنه شديد للكلية الاصطناعية . تشمل أعراضه العطس ، والصفير عند التنفس ، وضيق التنفس ، وآلام الظهر ، وألم الصدر ، أو الموت المفاجئ. يمكن أن يحدث بسبب التعقيم المتبقي في الكلى الاصطناعية أو مادة الغشاء نفسه. في السنوات الأخيرة ، انخفض معدل حدوث متلازمة الاستخدام الأول ، بسبب زيادة استخدام تشعيع جاما ، أو التعقيم بالبخار ، أو إشعاع الحزمة الإلكترونية بدلاً من المعقمات الكيميائية ، وتطوير أغشية جديدة شبه قابلة للنفاذ ذات توافق حيوي أعلى. يجب دائمًا النظر في طرق جديدة لمعالجة المكونات مسبقًا المستخدمة في الغسيل الكلوي. على سبيل المثال ، في عام 2008 ، حدثت سلسلة من أنواع التفاعلات الأولى ، بما في ذلك الوفيات ، بسبب تلوث الهيبارين أثناء عملية التصنيع باستخدام كبريتات شوندروتن مفرطة الكبريت .

### القلب والأوعية الدموية
تشمل المضاعفات طويلة الأمد لغسيل الكلى الداء النشواني، والاعتلال العصبي وأشكال مختلفة من أمراض القلب . لقد ثبت أن زيادة وتيرة العلاج وطول مدته يؤدي إلى زيادة الحمل على القلب مسببًا تضخم القلب الذي يشيع حدوثه لدى هؤلاء المرضى.

### نقص الفيتامينات
يمكن أن يحدث نقص حمض الفوليك في بعض المرضى الذين يخضعون لغسيل الكلى.

### اختلالات الإلكتروليت
يمكن أن يتسبب غسيل الكلى في حدوث خلل في الإلكتروليت. يمكن أن تنشأ هذه التغيرات نتيجة اختلالات تركيزات البوتاسيوم في الدم ( نقص بوتاسيوم الدم ، فرط بوتاسيوم الدم ) ، والصوديوم ( نقص صوديوم الدم ، فرط صوديوم الدم ). ترتبط هذه الاختلالات بزيادة معدل وفيات القلب والأوعية الدموية.

### ضعف قوة الدم
- يجب أن يكون Hb الهيموجلوبين ما بين 10-12 لحياة أفضل وأطول ولذلك لابد من فحص الهيموجلوبين (قوة حمل الدم للأوكسوجين) لمريض الكلى شهريا إذا دعت الحاجة وعمل ما يسمى بالحديد المشبع ويجب أن تكون النسبة 20-50%
- ضعف الدم قد يسبب مشاكل بالقلب
- تعب وإرهاق وشاحب اللون

الأسباب:
- يكون عدد كريات الدم الحمراء قليلة نسبيا في مرضى الكلى وهي مسؤولة عن حمل الاكسجين إلى خلايا الجسم، يكون المريض مرهق وشاحب اللون. بدون الاكسجين لا يستطيع الجسم الاستفادة من الطاقة التي في الطعام .
- وجود ضعف دم عند مرضى الكلى ببسب عدم وجود هرمون الارثروبيوتين (EPO) الذي ينتج عن طريق الكلية الذي يحفز النخاع العظمي على إنتاج كريات الدم الحمراء.
- أيضا فقدان الدم خلال الغسيل وانخفاض مستوى الحديد والفوليك أسيد (folic acid )في الدم .

العلاج:
- EPO يتوفر صناعيا ويعطى لمرضى الكلى بعد كل جلسه تقريبا، يعطى تحت الجلد، ويعطى أحيانا عن طريق الوريد .
- وفي بعض الحالات يأخذ الحديد مع (EPO )حتى يعطي فاعلية أفضل وكذلك بعض الفيتامينات مثل (B12,folic acid ) حسب ما يقرره الطبيب المعالج.

### أمراض العظام
- العظام تصبح هشة ورقيقة وضعيفة ويجب مراقبة نسبة الكالسيوم والفسفور وهرمون الغدة جارات الدرقية PTH في الدم واتباع تعليمات الطبيب في هذا الأمر .
- أن تراكم كميات عالية من الفسفور يحد من قدرة الجسم على امتصاص المعادن مثل الكالسيوم، الحديد, المنغنيز، الزنك, و كذلك يؤدي إلى تسرب الكالسيوم من العظام، مما يزيد من خطر الإصابة بهشاشة العظام.

### الحكة
- معظم مرضى الغسيل الكلوي يعانون من الحكة في الجلد وممكن أن يزداد سوءا خلال، أو بعد الجلسة.

الأسباب:
- ممكن أن يزداد الأمر سوءا عند تجميع السموم في الدم
- ارتفاع هرمون جارات الغدة الدرقية (PTH)
- ارتفاع نسبة الفسفور في الدم
- كما أن هناك أسباب غير معروفة

العلاج:
- تعطى بعض الأدوية المهدئة التي تساعد على تهدئة المريض مثل (antihistamine drug) أو بعض الكريمات التي تساعد في التخفيف عن المريض.
- يجب معالجة الجلد الجاف ووضع الكريمات المطرية كذلك .
- مراقبة نسبة الفسفور في الدم ونسبة هرمون الغدة الدرقية (PTH) لأخذ العلاج المناسب.

### مشاكل في النوم
- قد يعاني مرضى الغسيل الكلوي من مشاكل النوم والشخير

الأسباب:
- النوم المتقطع مما يسبب النوم في النهار وعدم النوم في الليل
- بسبب الحكة أو الألم في المفاصل

العلاج:
- بعض التمارين الرياضية تساعد في فترة النهار
- يجب تجنب مادة الكافيين
- عمل مساج والحمام الدافئ يساعد على النوم
- بعض الأدوية قد تساعد على النوم ولكن باستشارة طبيب

#### أمراض القلب
- وهي أمراض شائعة تحدث عند مرضى الكلى لذا يجب اتباع ما يلي :
- يجب عمل تخطيط قلب و (Echo) إذا دعت الحاجة ومعالجة أي مشكلة قد تحدث
- يجب المحافظة على هيموجلوبين الدم في مستوى بين 10-12
- السيطرة على ضغط الدم والسكري
- التغذية المتوازنة حسب التعليمات وعدم الإفراط في الأكل والشرب
- عمل فحص الدهون كلما دعت الحاجة
- يجب مراقبة مستوى الكالسيوم والفسفور في الدم ويجب أن لا تكون حاصل ضربهما أكثر من 50%
- أخذ العلاجات حسب أوامر الطبيب
- عمل رياضة خفيفة يوميا تتناسب مع وضعك الصحي.

## المآل
يبلغ معدل وفيات مرضى غسيل الكلى حوالي 20٪. أكثر من 30٪ من المرضى الذين يبدؤون غسيل الكلى يموتون خلال السنة الأولى من بدء العلاج. السبب الأكثر شيوعًا للوفاة المفاجئة لدى مرضى الفشل الكلوي في مراحله الأخيرة هو فرط بوتاسيوم الدم.
ترتفع وفيات مرضى الغسيل الكلوي عند المرضى الذين تتجاوز أعمارهم 65 عامًا بنسبة 6 أضعاف مقارنة بمن هم أصغر سنًا.
منذ عام 1996 ، انخفضت معدلات الوفيات لدى مرضى الغسيل الكلوي بنسبة 28٪ ، وانخفضت معدلات زراعة الكلى بنسبة 40٪.
أمراض القلب والأوعية الدموية هي سبب أكثر من 50٪ من الوفيات في المرضى الذين يعانون من الفشل الكلوي في مراحلة الأخيرة .عدم انتظام ضربات القلب والسكتة القلبية مسؤول عن 37٪ من حالات الوفاة لدى مرضى الفشل الكلوي.